# Кидричево
Кидричево (словен. Kidričevo) — поселення в общині Кидричево, Подравський регіон‎, Словенія.